# 2023년 서울특별시 확장 논의
2023년 서울특별시 확장 논의는 김포시 등 경기도의 일부 지역에서 서울특별시의 편입이 제안된 사건이다. 편입 찬성 측은 메가서울이라는 이름을 붙였다. 윤석열 정부의 집권 여당이었던 국민의힘에서 한동훈 비상대책위원장 등을 중심으로 제안되었으나 편입이 직접 논의된 모든 선거구에서 패했다.

## 편입 이외의 협력
기후동행카드 시행 지역이 넓어질 것으로 예상된다.

## 어록
- 한동훈 : 목련이 피면 김포는 서울 될 것

## 같이 보기
- 서울특별시의 확장
- 위례신도시
- 메가시티
- 경기도의 분할
- 인천광역시 행정체제 개편
- 대한민국 제22대 국회의원 선거